# Brachycerasphora connectens
Brachycerasphora connectens är en spindelart som beskrevs av Denis 1964. Brachycerasphora connectens ingår i släktet Brachycerasphora och familjen täckvävarspindlar.
Artens utbredningsområde är Libya. Inga underarter finns listade.